# Phalonidia fraterna
Phalonidia fraterna es una especie de polilla del género Phalonidia, categorizada en la tribu Cochylini, de la subfamilia Tortricinae.

## Distribución
Se distribuye por Europa: Rusia, en la isla de Askold.

## Taxonomía
Fue descrita por Razowski en 1970 y publicada en Microlepid. Palaearctica 3: 216.